# Маваши, Миша
Миша Мава́ши (настоящее имя — Михаил Фёдорович Ниц, род. 29 января 1985, Кустанай, Казахская ССР, СССР) — российский автор-исполнитель, поэт, писатель, фронтмен и основатель музыкального коллектива МАВАШИ group.

## Биография
Родился в 1985 году, в городе Костанай, Казахстан. С ранних лет занимался спортом, что впоследствии нашло отражение в его творчестве. Получал высшее юридическое образование в Челябинске, однако по специальности не работал. С 2009 года активно занимается музыкой. В 2016 году был вынужден взять перерыв в карьере из-за проблем с наркотической зависимостью. В 2022 году Михаил стал участником Санкт-Петербургского Юридического форума, где выступал на тему «Право на самооборону и защиту жилища: теория и правоприменение».

## Музыкальные проекты

### «ЦельРазгром»
В 2014 создал сайд-проект «ЦельРазгром». Проект состоял из двух человек: Михаила Маваши (автор всех текстов, идей и исполнитель) и Эдика Стечкина (битмейкер и диджей проекта). Проект выпустил 2 альбома («Крайняя необходимость» и «Вдаваясь в подробности»), бонус-трэк «Мои правила», вошедший в первый альбом и два официальных клипа.
20 октября 2014 вышел клип на трэк «Давай, не намазывай», а 10 марта 2015 «Империя зла».
Позже сайд-проект прекратил своё существование.

### «МАВАШИ group»
В 2018 году основал музыкальный коллектив «МАВАШИ group», который пишет в стиле альтернативный рок или альтернативный рэп. Михаил является фронтменом, идейным вдохновителем и автором стихов всех песен группы. За год группа выпустила два альбома и сняла 4 клипа. Сингл «Молитва» вошёл в сборник трибьют к юбилею Булата Окуджавы. С этой же песней 9 мая 2019 года «МАВАШИ group» выступили на НТВ в программе «Квартирник у Маргулиса».

## Общественная позиция
Выступил в поддержку вторжения России на Украину, ставил себе в заслугу отмену концертов группы «Машина времени», чей лидер Андрей Макаревич выступал против вторжения. Национальное агентство по предотвращению коррупции Украины выступило с инициативой о введении против Маваши международных санкций как против российского националиста, публично поддерживающего войну России против Украины. Позднее Маваши был внесён ФБК в список коррупционеров и разжигателей войны по аналогичным основаниям.
Миша Маваши известен своей националистической позицией, в 2022 году он организовал националистическое движение «Северный человек», целью которого заявлена «консолидация русских людей, чтобы можно было оказать друг другу помощь в беде и чтобы была дружба семьями».

## Дискография

### Студийные альбомы
| Альбом        | Год выпуска |
| ------------- | ----------- |
| Только правда | 2009        |
| То, что видел | 2011        |
| Зерно         | 2012        |
| Изнанка       | 2013        |
| Питбуль       | 2017        |

### Синглы
- 2011 — «Моя крепость» (уч. 25/17)

### Участие
- 2013 — D-Man 55 — «Коллективное сверхсознательное» (05. «Добрее»)

### В составе «ЦельРазгром»
| Альбом                 | Год выпуска |
| ---------------------- | ----------- |
| Крайняя необходимость  | 2014        |
| Вдаваясь в подробности | 2015        |

### «МАВАШИ group»
| Альбом                            | Альбом                            | Альбом                            | Альбом                            | Альбом                            | Альбом                            | Альбом                            | Год выпуска | Год выпуска | Год выпуска | Год выпуска |
| --------------------------------- | --------------------------------- | --------------------------------- | --------------------------------- | --------------------------------- | --------------------------------- | --------------------------------- | ----------- | ----------- | ----------- | ----------- |
| Утром — виселица. Вечером — танцы | Утром — виселица. Вечером — танцы | Утром — виселица. Вечером — танцы | Утром — виселица. Вечером — танцы | Утром — виселица. Вечером — танцы | Утром — виселица. Вечером — танцы | Утром — виселица. Вечером — танцы | 2018        | 2018        | 2018        | 2018        |
| Наши сердца                       | Наши сердца                       | Наши сердца                       | Наши сердца                       | Наши сердца                       | Наши сердца                       | Наши сердца                       | 2019        | 2019        | 2019        | 2019        |
| Эпиграф к продолжению             | Эпиграф к продолжению             | Эпиграф к продолжению             | Эпиграф к продолжению             | Эпиграф к продолжению             | Эпиграф к продолжению             | Эпиграф к продолжению             | 2021        | 2021        | 2021        | 2021        |
| Старое, да сызнова                | Старое, да сызнова                | Старое, да сызнова                | Старое, да сызнова                | Старое, да сызнова                | Старое, да сызнова                | Старое, да сызнова                | 2021        | 2021        | 2021        | 2021        |
| Мелодекламация                    | Мелодекламация                    | Мелодекламация                    | Мелодекламация                    | Мелодекламация                    | Мелодекламация                    | Мелодекламация                    | 2022        | 2022        | 2022        | 2022        |

### Синглы
- 2018 — Псы с городских окраин (уч. Чайф)
- 2018 — Виселица и танцы
- 2019 — Молитва
- 2019 — Мне жаль
- 2019 — Не один (уч. ЛУЧНИК)
- 2019 — Проведи меня домой
- 2019 — От хулигана до мужчины (уч. Красное дерево)
- 2020 — Человек Достоевского
- 2020 — Неплохие люди
- 2020 — Нерождённый

## Видеоклипы
- 2009 — Послушай про Андрюшу
- 2010 — С опозданием
- 2011 — Среди высоток и аллей
- 2012 — Моя крепость (уч. 25/17)
- 2012 — Тебя предупреждали
- 2015 — Молодость
- 2017 — Четыре унции

### В составе «ЦельРазгром»
- 2014 — Давай, не намазывай
- 2015 — Империя зла

### «МАВАШИ group»
- 2018 — Псы с городских окраин (уч. Чайф)
- 2018 — Виселица и танцы
- 2018 — Заблудшие. Наши сердца
- 2019 — Лампа
- 2019 — Мне жаль
- 2020 — Человек Достоевского
- 2021 — Северный человек